# Soulèvement national slovaque
Seconde Guerre mondiale
Batailles
Front de l’Est

Prémices :
- Campagne de Pologne
- Guerre d’Hiver

Guerre germano-soviétique :
- 1941 : L'invasion de l'URSS

- Opération Barbarossa

Front nord : 
- Guerre de Continuation
- Opération Silberfuchs
- Siège de Léningrad

Front central : 
- 2e bataille de Brest-Litovsk
- Bataille de Białystok–Minsk
- 1re bataille de Smolensk
- Bataille de Kiev

Front sud : 
- Siège d'Odessa
- Campagne de Crimée

- 1941-1942 : La contre-offensive soviétique

Front nord : 
- Poche de Demiansk
- Poche de Kholm

Front central : 
- Bataille de Moscou

Front sud : 
- Seconde bataille de Kharkov

- 1942-1943 : De Fall Blau à 3e Kharkov

Front nord : 
- Offensive de Siniavino
- Opération Iskra
- Bataille de Krasny Bor
- Opération Poliarnaïa Zvezda

Front central : 
- Opération Mars

Front sud : 
- Bataille du Caucase (opération Fall Blau)
- Bataille de Stalingrad
- Opération Uranus
- Opération Saturne
- Offensive d'Ostrogojsk-Rossoch
- Offensive de Voronej-Kastornoe
- Opération Gallop
- Opération Étoile
- Troisième bataille de Kharkov

- 1943-1944 : Libération de l'Ukraine et de la Biélorussie

Front central : 
- 2e bataille de Smolensk
- Opération Bagration

Front sud : 
- Bataille de Koursk
- Bataille du Dniepr
- Offensive Dniepr-Carpates
- Offensive de Crimée
- Offensive de Lvov-Sandomir

- 1944-1945 : Campagnes d'Europe centrale et d'Allemagne

Allemagne : 
- Offensive Vistule-Oder
- Offensive de Poméranie orientale
- Siège de Breslau
- Offensive de Prusse-Orientale
- Bataille de Königsberg
- Bataille de Seelow
- Bataille de Bautzen
- Bataille de Berlin
- Capitulation allemande

Front nord et Finlande : 
- Guerre de Laponie
- Offensive Leningrad-Novgorod
- Bataille de Narva

Europe orientale : 
- Opération Margarethe
- Insurrection de Varsovie
- Soulèvement national slovaque
- Opération Panzerfaust
- Bataille de Budapest
- Opération Frühlingserwachen
- Offensive de Vienne
- Insurrection de Prague
- Offensive de Prague
- Bataille de Slivice

Front d’Europe de l’Ouest

Campagnes d'Afrique, du Moyen-Orient et de Méditerranée

Bataille de l’Atlantique

Guerre du Pacifique

Guerre sino-japonaise

Théâtre américain
Le soulèvement national slovaque (en slovaque : Slovenské národné povstanie, abrégé SNP) est un soulèvement armé des insurgés slovaques au cours de la Seconde Guerre mondiale pour protester contre l'entrée de la Wehrmacht sur le territoire national. Il débuta le 29 août 1944 en tant que défense face aux unités d'occupation allemandes, et était indirectement une attaque contre le gouvernement autoritaire de Jozef Tiso. Il peut aussi être vu comme étant un effort pour être du côté des vainqueurs de la Seconde Guerre mondiale. La ville de Banská Bystrica en Slovaquie centrale était le centre de cette insurrection. Les unités allemandes battirent les insurgés dans la nuit du 27 au 28 octobre 1944, et une partie des combattants rejoignit la résistance. Les résistants continuèrent leur lutte contre les nazis jusqu'à la libération du pays au printemps 1945.

## Le chemin vers la guerre
En mars 1939, Hitler proposa aux représentants de la Slovaquie de déclarer l'indépendance du pays en faisant scission de la République tchécoslovaque. Deux choix s'offrirent alors à eux pour l'avenir du pays : soit rester un État unique dans le cadre de la Tchécoslovaquie tout en étant sous la menace d'une guerre avec l'Allemagne de Hitler et la Hongrie de Horthy, soit déclarer l'indépendance du pays au prix d'une occupation de la Bohême et de la Moravie par les troupes d'Hitler. Les dirigeants du Parti populaire slovaque d'Andrej Hlinka choisirent la deuxième solution et c'est ainsi que la Slovaquie subit un sort différent de la Bohême-Moravie qui perdit sa souveraineté et devint un protectorat. Le Contrat de défense du lien entre le Reich allemand et l'État slovaque (Zmluva o ochrannom zväzku medzi Nemeckou ríšou a Slovenským štátom) ainsi que les événements ultérieurs à l'exemple des négociations de Salzbourg indiquent clairement que cette souveraineté était plus ou moins un jouet dans les mains d'Hitler et que la nouvelle Slovaquie était dans l'obligation de collaborer étroitement dans les domaines militaire, économique et diplomatiquement.
L'Allemagne nazie décida d'utiliser les Slovaques à des fins militaires. Il s'agissait principalement de l'industrie de guerre qui se développa pendant la Seconde Guerre mondiale au profit de l'Allemagne. Par exemple, c'est en Slovaquie que furent produits les premiers affûts pour les canons allemands ainsi que des pièces pour d'autres armes. La manufacture d'armes de Dubnická prépara à la fin de la guerre la production des moteurs des missiles V2.
La seconde participation à l'effort de guerre allemand était de mettre en place une unité slovaque pour envahir dans un premier temps la Pologne où les forces terrestres avaient « réservé » des territoires naguère slovaques que la Pologne avait récemment annexés. Ceci offrait aux Allemands une porte d'entrée nécessaire pour une attaque venant de cette direction.
Quelques soldats démobilisés qui rentraient des combats du front de l'Est connaissaient déjà bien la situation et savaient que l'Allemagne nazie allait tôt ou tard perdre la guerre. La plupart d'entre eux dénonçaient la conduite des unités allemandes et surtout des SS contre les civils, les prisonniers et les résistants. Ils savaient que la guerre dans laquelle le gouvernement slovaque les menait ne se faisait en aucun cas au profit de la Slovaquie.

## Les préparatifs du soulèvement

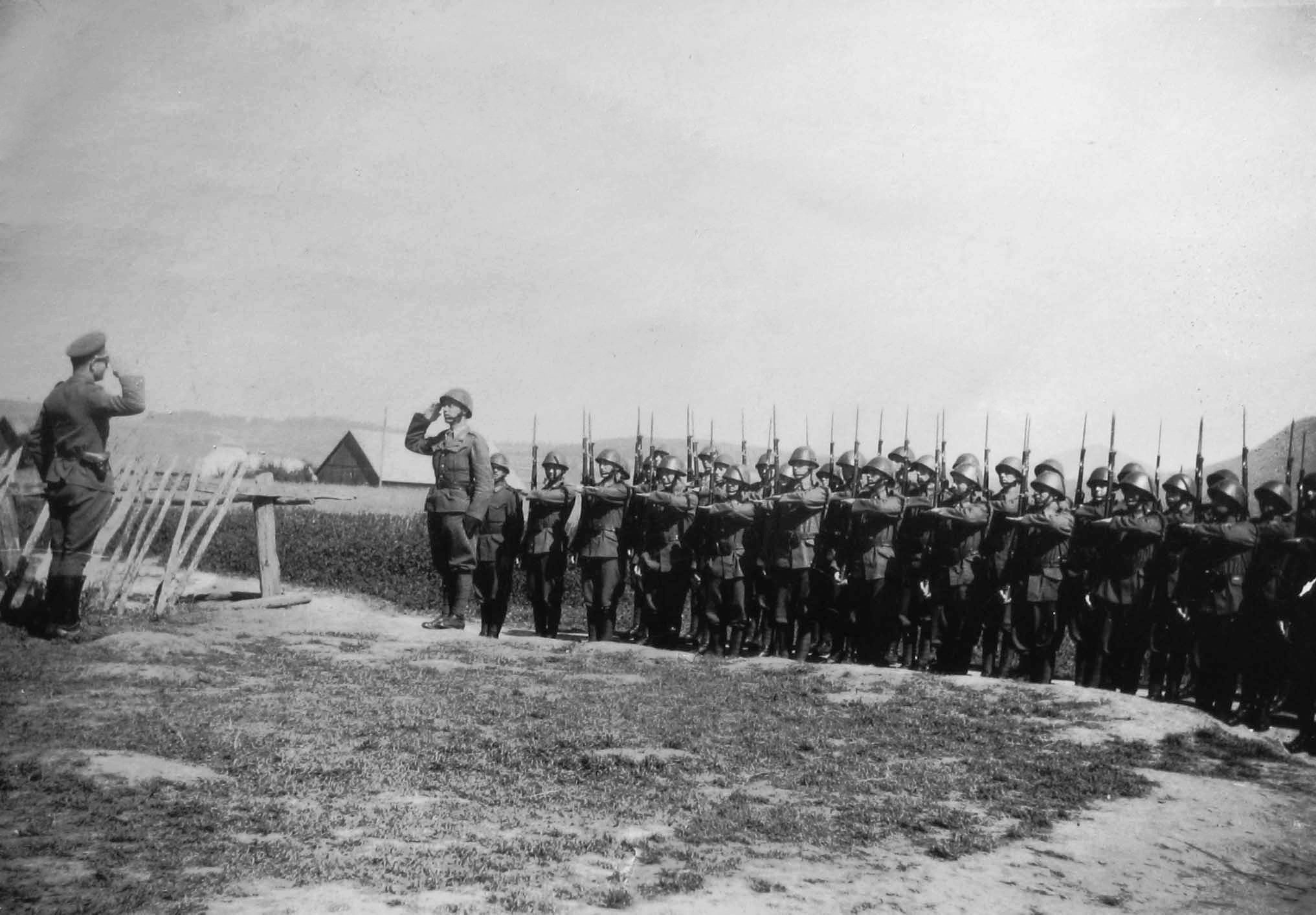
Rassemblement des soldats de la 18e batterie d'artillerie antiaérienne.

La situation économique et sociale dans l'État slovaque après l'invasion de la Tchécoslovaquie n'était pas aussi dramatique que dans le protectorat de Bohême-Moravie : grâce à la production d'armes pour l'Allemagne, le niveau de vie se stabilisa jusqu'en 1944. Il n'y avait pas de système de rationnement et la guerre ne toucha pas le pays de façon sérieuse. La mobilisation totale de l'Allemagne le 13 janvier 1943 à la suite de la défaite sur le front de l'Est pendant l'été était une preuve que l'Allemagne nazie n'était pas capable de battre l'Union soviétique même si elle arrivait à mobiliser en profondeur ses défenses. En plus du rapprochement du front, l'occupation de la Hongrie voisine par les troupes allemandes le 19 mars 1944 s'ajouta à la complexité de la situation en Europe. La plupart des habitants réagirent avec inquiétude face à ces événements, réaction qui évolua progressivement vers un mécontentement envers le régime. Cette situation apporta une aide considérable aux groupes de résistance. L'importance des événements suivants a surtout ravivé les espoirs des antifascistes de l'armée mais aussi des démocrates et des communistes qui gardaient le contact avec le gouvernement en exil de Londres et avec leurs supérieurs à Moscou. Le gouvernement catholique slovaque refusa même quelques protestants, une partie de l'intelligentsia ainsi que la plupart de ceux qui étaient en contact avec les dirigeants allemands. Les antifascistes de l'armée espéraient que l'aide de l'Armée rouge, lors de son entrée en Slovaquie, protégerait le pays d'une longue guerre et des destructions qui en découleraient. Ces forces, qui étaient de prime abord assez faibles, commencèrent lentement à se préparer au combat contre l'Allemagne, motivées par les premiers succès de l'Armée rouge.

### Activités des résistants avant le début du soulèvement
En novembre 1941, la direction clandestine du Parti communiste slovaque chargea Jozef Lietavec de s'occuper des groupes de résistants appelés aussi « équipes de combat de Jánošík ». Au printemps 1942, les communistes créèrent le comité central national-révolutionnaire et incitèrent les citoyens à créer des comités nationaux pour en faire des « organes de combat pour la libération du pays », les répercussions dans le public fut à cette époque très faibles. Le 22 mars 1942, les communistes réussirent à fonder un groupe de résistance dans l'est du pays, dans les régions de Humenné et de Michalovce. Ce groupe fut créé par 25 à 40 personnes dont la moitié était persécutée et s'appelait groupe de Peter Boroš. Le 7 avril 1942, il fut attaqué par les gendarmes et la garde de Hlinka. Le groupe se retrouva divisé et la plupart de ses membres furent progressivement arrêtés. En 1944, la plupart des groupes de résistance étaient déjà démantelés et les résistants restants s'occupaient principalement à cacher des armes et des équipements dans les montagnes, ou encore à distribuer des tracts de propagande. L'opinion publique de l'époque ne souhaitait pas des actions de grande envergure, et ces unités ne pouvaient pas espérer tenir longtemps. La valeur militaire de ces sections de résistance était donc plus que négligeable.
C'est dans les régions montagneuses de Slovaquie que commença spontanément à naître un soutien aux antifascistes et à d'autres groupes de résistance, et le nombre de soldats s'évadant des camps de concentration et d'extermination augmenta. Leurs activités étaient à ce moment non armées et se concentraient plutôt sur la survie et les évasions en tant que combat réel contre le nazisme. À partir de la fin de l'année 1943, des unités de résistance commencèrent à se former et prendront plus tard de l'importance. Ces groupes étaient ceux de Miloš Uher pour l'ouest de la Slovaquie, celui de Viliam Žingor concernant la région de Turčiansky Svätý Martin et à partir de l'hiver 1943/1944, une unité sous le commandement de Ľudovíť Kukorelli vit le jour à l'est du pays.
Les groupes organisés par les communistes se concentraient sur le combat armé et l'aide de l'Armée rouge qui approchait. Ils obéissaient à leurs chefs de Moscou ainsi qu'au centre de résistance de Kiev. Le pouvoir sur les partisans était en réalité uniquement exercé par l'état-major des groupes de résistance à Kiev, et les communistes slovaques n'avaient sur eux qu'un pouvoir formel. Les unités de résistance conduites par les Soviétiques participaient pour la plupart à la création d'un mouvement de résistance dont elles dirigèrent les activités même après la défaite du soulèvement. Cela était surtout dû au fait qu'ils avaient réussi à préparer leur approvisionnement avant le début de l'insurrection. Même si les groupes de résistants n'étaient pas tous communistes, cette impression resta dans les années d'après-guerre jusqu'à la relecture de l'histoire faite par les communistes.
Le pacte d'amitié, d'aide mutuelle et de coopération d'après-guerre signé le 12 décembre 1943 entre le gouvernement tchécoslovaque en exil et l'URSS traitait aussi de questions liées à la préparation et à l'entraînement des groupes de résistance et leur transfert en Slovaquie. Leur entraînement eut lieu pendant l'été 1944 à Obarovo près de Rovno et à Sviatošin en URSS. Dans la nuit du 25 au 26 juillet 1944, la première organisation de résistance fut implantée dans la commune de Liptovská Osada près de Ružomberok. Ce groupe était sous le commandement de Piotr Alexejevič Veličko et possédait 11 membres, dont deux Slovaques. Le 6 août, un deuxième groupe atterrit à Prašivá puis d'autres suivirent plus tard. Jusqu'alors, la résistance en Slovaquie s'était organisée uniquement de façon spontanée et les groupes n'étaient pas bien organisés. Après l'arrivée des spécialistes soviétiques, qui soutenaient un vaste arrière-pays, les groupes de partisans commencèrent à acquérir une autorité appropriée. À partir du 26 juillet 1944 et jusqu'à la fin de la guerre, l'état-major principal du mouvement de résistance à Kiev parachuta sur le sol slovaque 53 groupes de résistants, représentant environ 1 200 personnes. Au début du mois d'août 1944, l'activité de ces groupes s'intensifia dans les Basses Tatras et, au milieu de l'année 1944, les unités Tchapaïev et Pougatchev commencèrent leurs activités. Face à ces actions qui prenaient de l'ampleur, l'armée slovaque reçut l'ordre d'intervenir le 9 août 1944, ce qui fut accompli le lendemain, quand une action de répression de grande envergure, dirigée par Jozef Turanec, débuta dans les Basses Tatras. Cette action de répression échoua, les résistants ayant été prévenus à temps. Les rencontres entre les soldats et les partisans furent amicales et certains soldats se joignirent aux partisans ou simulaient des perquisitions de leurs territoires. Un jour plus tard, le gouvernement slovaque déclara que la loi martiale entrerait en vigueur le 12 août, cela ayant pour but d'empêcher des actions futures de la part des partisans et des antifascistes. Pourtant, personne n'assura son entrée en vigueur, car les éléments aux échelons inférieurs de l'appareil d'État furent incapables de l'appliquer dans les communes qui étaient aux mains des résistants. Les menaces d'exécutions ne découragèrent pas les partisans dont certains étaient soldats, gendarmes ou encore de simples citoyens qui apportaient leur aide aux insurgés.
Le 12 août, le groupe nommé Piotr Alexejevič Veličko partit de Liptovská Lúžna pour la vallée de Kantorská dans la région de Turiec et créa une brigade de résistants, à laquelle participa aussi l'unité française de Georges Barazer de Lannurien. Le 21 août, la brigade occupa Sklabiňa et entreprit les jours suivants un raid ayant pour but de faire de la région de Turiec une zone de résistance. La région étant très montagneuse, la brigade barricada du 23 au 24 août des tunnels près de Strečno à Kraľovany, le 24 août ce fut au tour du tunnel sur la ligne de chemin de fer Horná Štubňa – Handlová et le jour suivant ce fut sur la ligne Horná Štubňa – Kremnica. Le 24 août, les résistants attaquèrent une scierie à Turany et le 25, ils distribuèrent des armes sur la place de la ville de Turčiansky Svätý Martin. Cette action est jusqu'à aujourd'hui contestable, car la situation était à bien des égards plus difficile pour les résistants que lors de l'insurrection contre les Allemands.
Le 17 août 1944, les résistants sous le commandement d'Alexej Semjonovič Jegorov et d'Anatolij Pavlovič Ržeckij réussirent à transporter divers vivres depuis le dépôt allemand de Svätý Ondrej (qui est aujourd'hui une partie de la commune de Brusno) jusqu'à la vallée de Bukovská. Des civils travaillant au dépôt les avaient aidés pour cette action, et c'est ainsi que les résistants réussirent à subtiliser près de 9 tonnes de nourriture.
Les Juifs, qui étaient restés dans le pays, craignaient que ces actions de résistance servent de prétexte pour une entrée des troupes allemandes sur le territoire slovaque. Le 20 août, les Juifs se révoltèrent dans le camp de Nováka, et deux jours plus tard, ce fut au tour de celui de Sereď et de Vyhny. Environ 4 000 personnes étaient emprisonnées dans ces camps et étaient pour la plupart juives.
À partir de la mi-août, les partisans amenaient et rassemblaient des armes dans les montagnes, ce qui était un signe clair de l'ampleur grandissante de leurs activités.

### La conspiration des insurgés

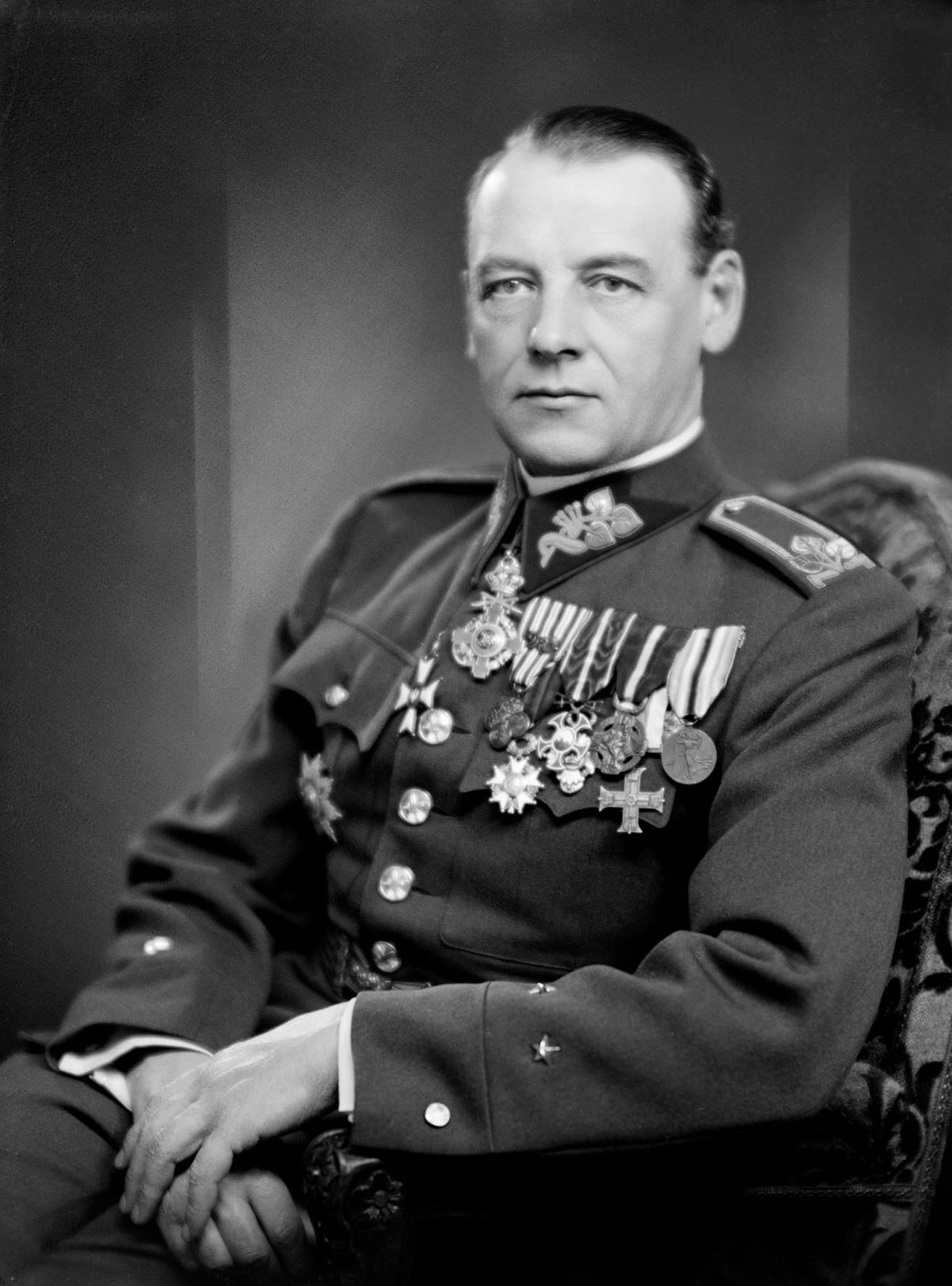
Rudolf Viest (1890-1945?), commandant de la 1re armée tchécoslovaque et membre du gouvernement tchécoslovaque en exil, capturé par les Allemands en novembre 1944 après l'écrasement du soulèvement.

En 1943, Edouard Beneš, chef du gouvernement tchécoslovaque en exil à Londres, initia les préparatifs d'une révolte possible quand il contacta les résistants. En décembre 1943, les différents courants de la résistance, les démocrates tchéco-slovaques, les communistes et les antifascistes de l'armée slovaque adoptèrent « l'accord de Noël », sur la base duquel naîtra le Conseil national slovaque insurrectionnel en septembre 1944. Un groupe conspirationniste de soldats et d'hommes politiques était aussi déjà formé et était provisoirement responsable de l'insurrection.
En mars 1944, le lieutenant-colonel Ján Golian mena le commandement des préparatifs. Les conspirationnistes assemblèrent des réserves de nourriture ainsi que de l'argent dans des bases situées en Slovaquie centrale et orientale. Par exemple, le transport du trésor de l'État de Bratislava à Kremnica servit de prétexte à des raids aériens sur la capitale. Peter Zaťko, conseiller du ministre de l'économie et Imrich Karvaš, gouverneur de la Banque nationale slovaque, furent chargés de cette tâche à haut risque et assurèrent le transfert de 3 milliards de couronnes slovaques vers Banská Bystrica. À cette époque, environ 3 200 soldats slovaques désertèrent ou rejoignirent les groupes de résistance ou l'armée soviétique. En avril 1944, deux Juifs slovaques, Rudolf Vrba et Alfréd Wetzler, s'enfuirent du camp d'Auschwitz et leurs renseignements détaillés témoignèrent des atrocités des camps d'extermination (voir : rapport Vrba-Wetzler). Dans le pays, l'opposition aux Allemands et au gouvernement de Tiso prit de l'ampleur parmi les citoyens ordinaires et les catholiques.
En juillet, les unités de l'Armée rouge en Union soviétique et en Pologne commencèrent à progresser en direction de la Slovaquie. En août 1944, l'Armée rouge atteignit Krosno, ville du piémont des Carpates polonaises se situant à seulement 40 km de la frontière nord-est de la Slovaquie. Le problème des insurgés était qu'ils n'avaient aucune liaison avec Moscou et qu'ils n'avaient pas d'unités stationnant aux frontières est du pays. Après de nombreuses péripéties malheureuses - à l'exemple d'un vol dans la nuit du 8 août à destination de Vinnica qui ne partit pas et dont le maréchal Gueorgui Joukov attendit l'arrivée en vain avec Heliodor Píka – les résistants réussirent le 2 août à préparer pour le sous-capitaine Ján Korecký pour la rébellion du surlendemain l'envoi de 2 agents de liaison : le capitaine Mikuláš Ferjenčík et le représentent communiste Karol Šmidke, qui portait avec lui le mémorandum de Čatlošove.
Le 20 juillet 1944, dans la vallée de Žarnovická, non loin de Čremošné, dans le chalet de chasse des frères Ursínyovec, se tint une séance du Conseil national slovaque clandestin en présence des représentants du centre militaire. La situation politique fut débattue ainsi que l'état de la préparation de la rébellion militaire, et la question de la coopération entre l'armée et les résistants y fut résolue. Les représentants de l'armée s'efforcèrent d'imposer une hiérarchie d'un seul commandement militaire au mouvement de résistance, ce que les représentants du Parti communiste slovaque refusèrent car en réalité, les communistes n'avaient aucun contrôle des groupes de partisans. De plus, les unités étaient dirigées par les officiers soviétiques qui n'avaient aucune information sur la situation de la rébellion en Slovaquie et ils n'avaient pas l'intention de se soumettre au centre militaire.
À cette même époque, le commandement de l'armée slovaque déplaça deux de ses meilleures divisions armées avec les meilleures unités des forces aériennes en Slovaquie de l'Est, principalement dans la région de Prešov afin de soutenir les unités allemandes qui préparaient leur défense avant l'arrivée de l'armée soviétique. Selon les plans des insurgés, ce sont justement ces deux unités qui devaient principalement réaliser les étapes planifiées et donc prendre contact avec les unités soviétiques.
Le 20 août 1944, les avions britanniques et américains de la 15e armée de l'air, ayant des bases en Italie du sud, bombardèrent la raffinerie de Dubová. Ils détruisirent des dépôts de carburant que les résistants comptaient utiliser après l'insurrection. Le bombardement fut effectué malgré le fait que Ján Golian avait envoyé une dépêche à Londres dans laquelle il demandait que Dubová et Podbrezová ne soient pas bombardées.
Entre-temps, l'armée slovaque intensifia son « activité contre les partisans ». Cette action échoua car les résistants furent informés à l'avance au sujet de toutes les activités lancées à leur encontre avant l'éclatement de l'insurrection.

### Étapes prévues

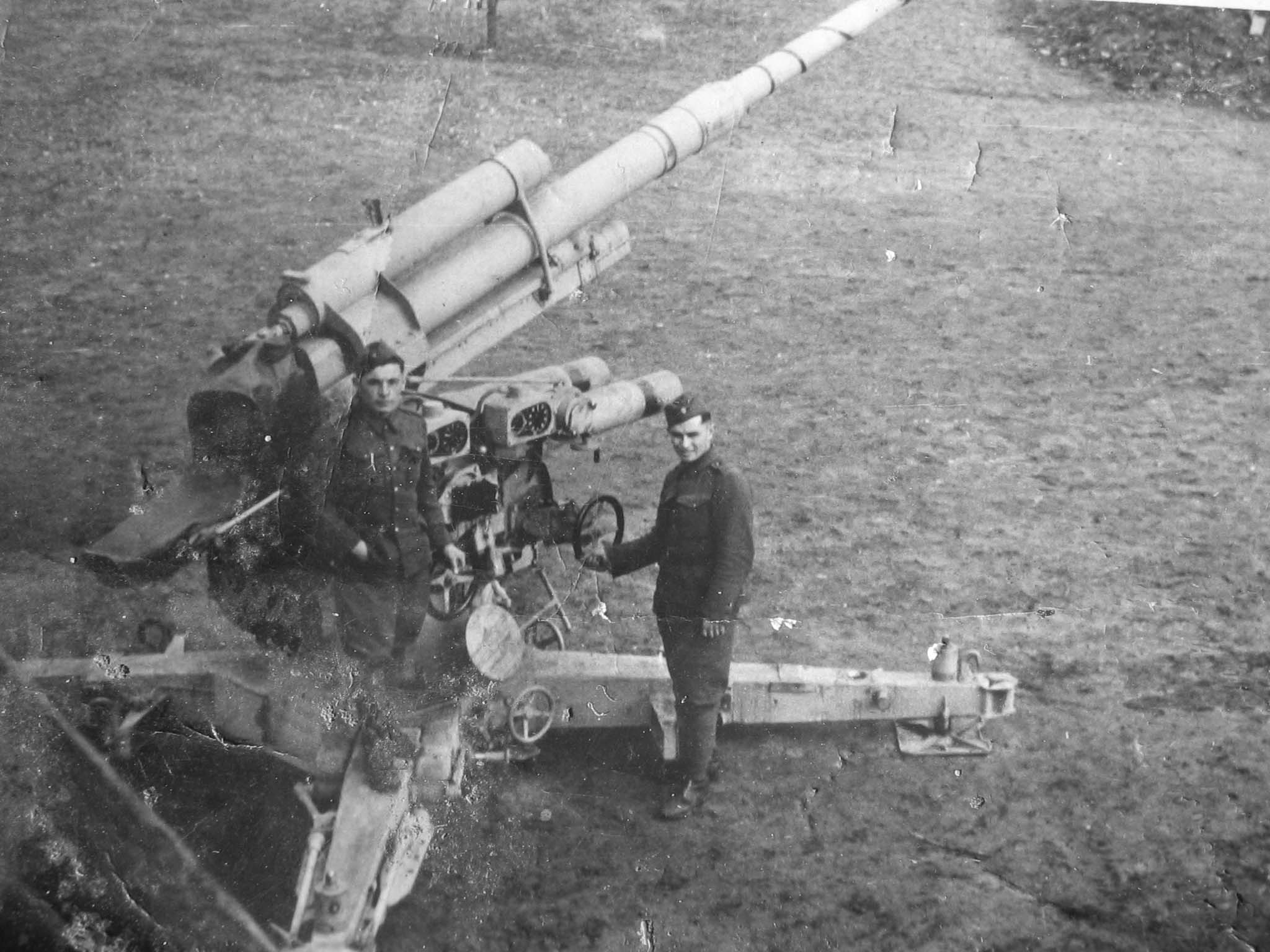
Canon de 88 mm pris par la résistance slovaque.

1. Deux divisions, qui commencèrent à se diriger vers la Slovaquie de l'Est en mai 1944, devaient lancer le début du soulèvement en coordination avec l'Armée rouge (du premier front ukrainien sous la direction du maréchal Ivan Konev) dans la ville de Dukliansky priesmyk qui était occupée. Sa position géographique clé joint la Pologne et le Nord-Est de la Slovaquie par les Carpates, ou alors, les divisions devaient
2. réagir selon les instructions du lieutenant-colonel Ján Golian : tenir les cols des Carpates jusqu'à l'arrivée de l'Armée rouge en étant en confrontation directe avec l'invasion des forces allemandes. Ce plan comprenait un triangle stratégique de défense Banská Bystrica – Brezno – Zvolen en Slovaquie centrale jusqu'à l'arrivée des soldats soviétiques.

Les dirigeants Ján Golian, Viliam Talský, Július Nosko et Ján Ševčík se rencontrèrent lors d'une rencontre du commandement des troupes clandestines à Banská Bystrica et en se basant sur les informations de Talský affirmant que les divisions allemandes stationnaient au sud de la Moravie et qu'elles venaient en étant persuadées que l'armée slovaque allait les soutenir si les unités d'occupation allemandes franchissaient à l'ouest le Váh après la ville de Žilina, le nord du Váh après la ville de Štrba ainsi qu'à la frontière Sud de l'État. Ján Golian supposait que l'occupation allait commencer du 26 au 27 août ou bien dans la nuit du 28 août, ce qui était le plus probable, car les Allemands avaient tendance à commencer leurs entrées en action le dimanche. C'est pourquoi les unités affectées à la défense du triangle stratégique se tenaient aux bases des instructions secrètes de Golian et étaient équipées de plombs aux bouts acérés. Vers le soir, ils commencèrent à construire des fortifications. Seule la ville de Žiar nad Hronom ne fut pas occupée car l'unité qui y était affectée était prise avec le général Jozef Turanec dans une action contre les partisans dans la région de Pohronie. L'intervention des unités allemandes fut menée en vain, car les unités se retirèrent dans les casernes. Le centre des troupes tergiversa puis décida qu'il était nécessaire de se soulever contre les Allemands au premier signe de franchissement de la frontière Ouest du pays. À cette époque, il était clair que les soldats allemands avaient un plan élaboré pour l'occupation de la Slovaquie et ce n'était qu'une question de temps avant qu'ils ne le mettent à exécution.

### L'initiative précipitée des partisans

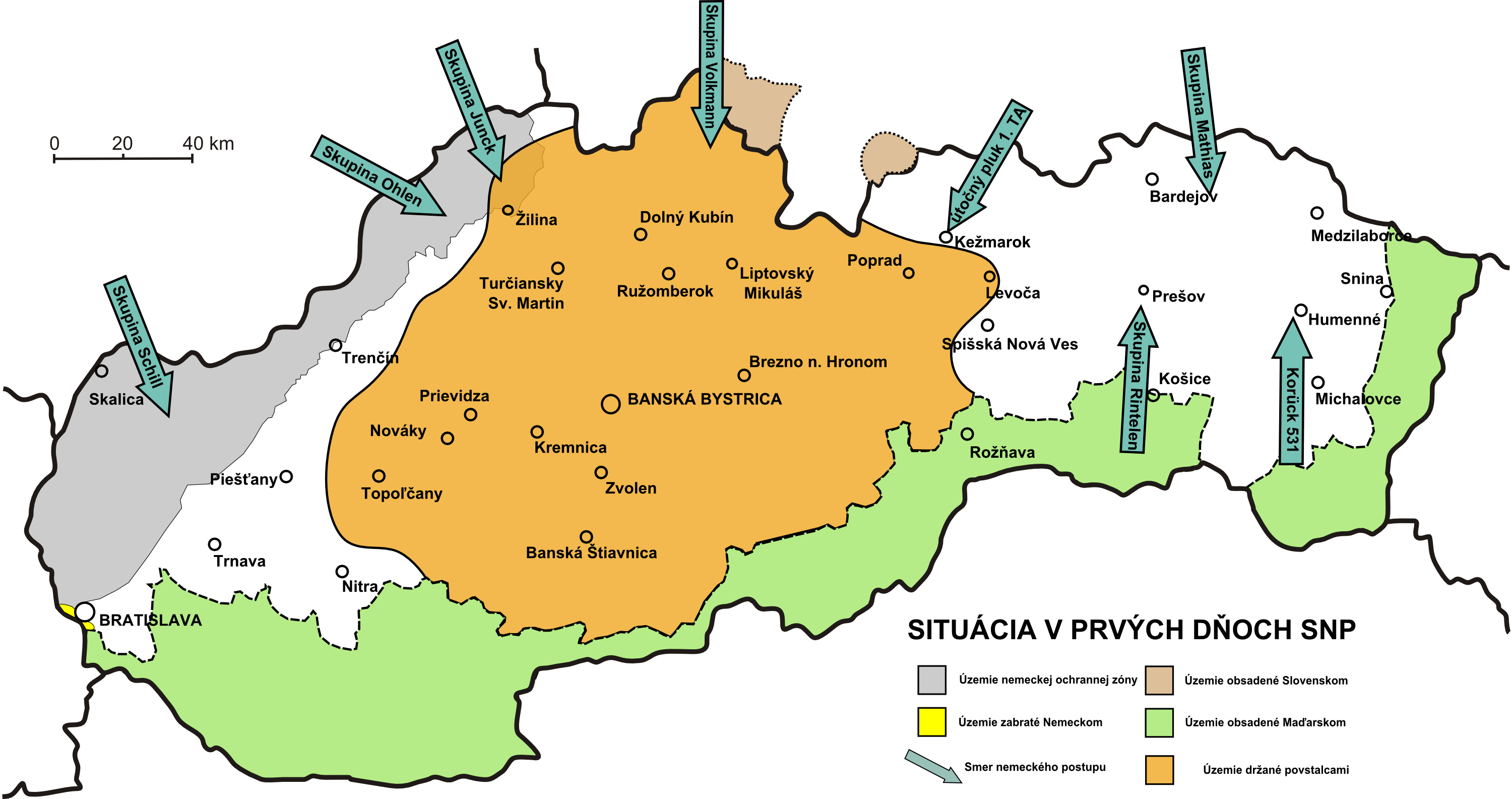
Carte aux premiers jours du soulèvement.

Le 27 août, les partisans et les soldats du major Cyril Kuchta occupèrent Ružomberok et liquidèrent ou emprisonnèrent les citoyens allemands et libérèrent les prisonniers politiques. Dans d'autres communes, ils proclamèrent le renouveau de la Tchécoslovaquie et appelèrent à la mobilisation. Les liaisons ferroviaires des villes prises furent interrompues dans la vallée du Váh ainsi que le travail dans les usines d'armement de la ville où se trouvait du matériel pour produire des centaines d'affûts d'artillerie. Le 28 août 1944 à Turčiansky Svätý Martin, le groupe de résistants communistes portant le nom de Brigade Štefánik en collaboration avec les cheminots et les antifascistes, fusillèrent après une tentative de désarmement, la plupart des membres des groupes de soldats allemands venant de Roumanie placés sous le commandement du colonel Walter E.A Otto. Jusqu'à aujourd'hui, on ignore si les femmes et les enfants faisaient aussi partie des victimes.
Les représailles allemandes ne se firent pas attendre. L'activité grandissante des résistants était seulement un prétexte pour une invasion allemande. L'ambassadeur du Reich, Hans Elard Ludin, demanda à Berlin une intervention militaire, et le 28 août, le gouvernement slovaque se déclara aussi en sa faveur. Immédiatement, les unités allemandes commencèrent dans les jours qui suivirent à occuper la Slovaquie afin de réprimer la révolte et d'aider le régime collaborationniste dans son combat contre les partisans. Selon les déclarations du général SS Hermann Höfle qu'il fit après la guerre, cette invasion était la réaction allemande face à l'intervention armée de Ružomberok.
Aujourd'hui encore se pose la question de savoir si l'activité des résistants avant l'occupation du pays se réalisa par ordre du commandement soviétique ou bien si elle est née de façon volontaire et spontanée. Aucune preuve que les Soviétiques ont intentionnellement appelé à l'occupation n'a été trouvée dans les archives. Seulement peu de sources[réf. nécessaire] prennent en considération le fait que l'Union soviétique considérait la Slovaquie comme un territoire ennemi étant donné que la première république slovaque était déjà depuis 3 ans en état de guerre avec l'URSS et que deux divisions armées opéraient sur son territoire.
Les services secrets occidentaux ont aidé légèrement les insurgés en livrant plusieurs tonnes d'armes et munitions par voie aérienne. La mission de l'Office of Strategic Services déployée pour ce soutien eut 14 personnes tués dans cette opération.

## La tentative de soutien soviétique

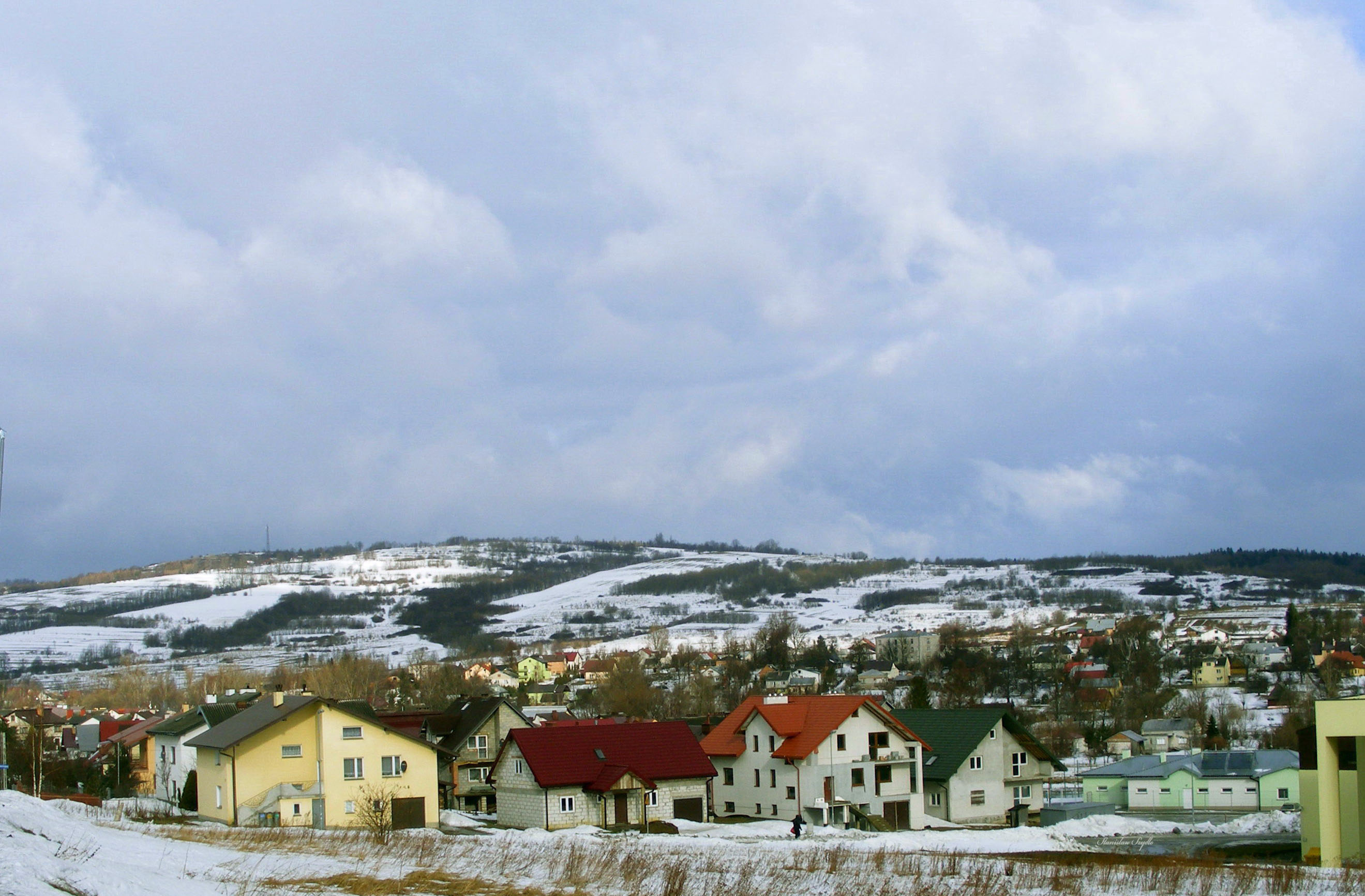
Dukla, colline 534.

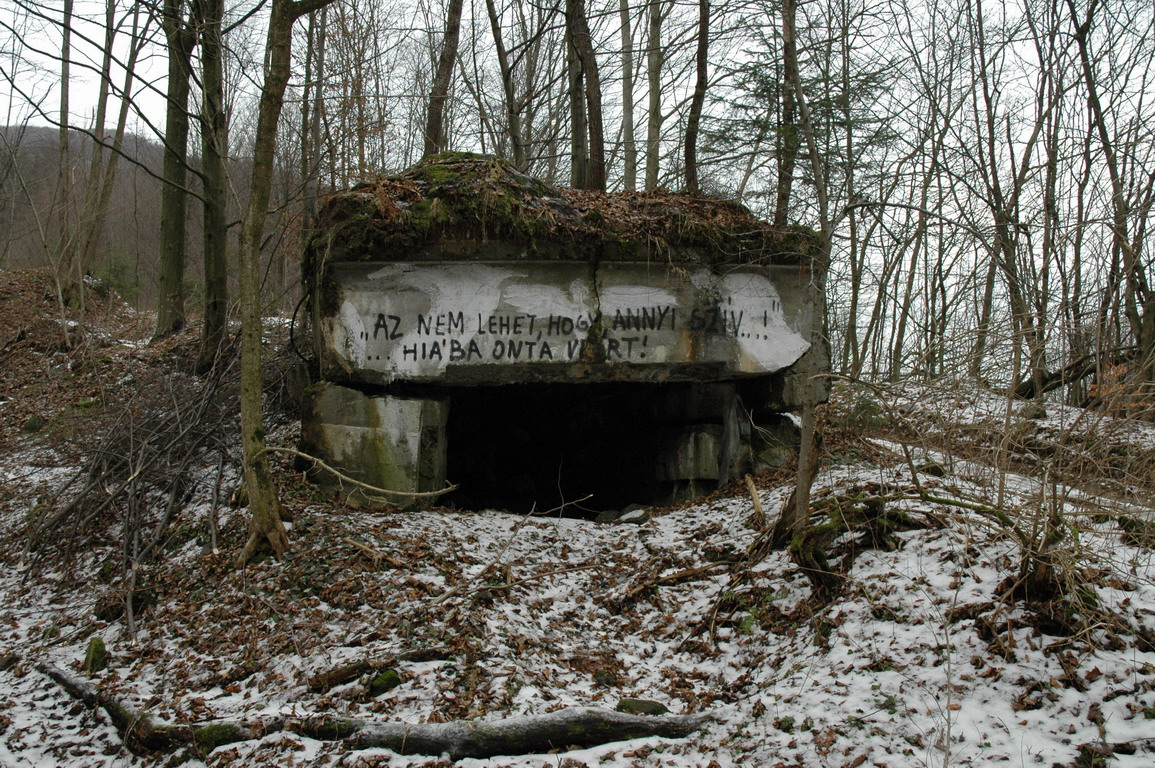
Restes d'une casemate allemande de la ligne Árpád, en 2004.

Le 31 août, le maréchal soviétique Ivan Koniev (commandant du 1er front ukrainien composé de la 38e armée soviétique de Kirill Moskalenko et du Ier corps tchécoslovaque de Ludvík Svoboda) ordonna la préparation de plans d'offensive visant à détruire les forces nazies en Slovaquie pour soutenir les insurgés slovaques. Le plan prévoyait une percée vers le sud à travers l'ancienne frontière polono-slovaque dans les Carpates par le col de Dukla et de pénétrer en Slovaquie en direction de Svidník. Prešov devait être prise en cinq jours. Les Allemands avaient cependant fortifié la région, formant le Karpatenfestung (« forteresse des Carpates ») ou ligne Árpád. L'opération débuta le 8 septembre, la ville polonaise de Krosno fut prise au bout de 3 jours de combats. L'un des plus grands engagements de l'offensive a eu lieu autour et sur la colline 534 au nord-ouest de la ville polonaise de Dukla ; la bataille pour capturer cette colline a duré du 10 au 20 septembre et le contrôle de cette colline changera une vingtaine de fois. La ville de Dukla fut prise le 21 septembre et la ligne fortifiée par les Allemands sur la frontière le 6 octobre ; il a fallu près d'un mois aux Soviétiques pour atteindre la Slovaquie, à une vingtaine de kilomètres au sud. Le soulèvement était en grande partie déjà écrasé lorsque l'Armée rouge libéra les territoires slovaques ; l'une des principales raisons avancées étant la résistance allemande dans le col de Dukla beaucoup plus vigoureuse que prévu, un autre facteur étant que les forces insurgées slovaques n'ont pas réussi à sécuriser le côté slovaque du col, comme prévu par les commandants slovaques et soviétiques durant les premiers préparatifs.
Cette bataille fut l'une des plus meurtrières du front de l'Est, 180 000 soldats furent blessés ou tués (les deux camps confondus). Le retard, puis l'échec à fournir un soutien aux insurgés, ont mené à des accusations selon lesquelles Joseph Staline souhaitait délibérément, tout comme dans le cas de l'insurrection de Varsovie, affaiblir les forces tchécoslovaques pour faciliter sa prise de contrôle du pays.
En 1949, le gouvernement tchécoslovaque érigea un mémorial et un cimetière au sud-est du col de Dukla, à Vyšný Komárnik, le premier village libéré de Tchécoslovaquie. Il contient les tombes de plusieurs centaines de soldats soviétiques et tchécoslovaques. Plusieurs autres mémoriaux et cimetières ont également été érigés dans la région. Le film Brigade de chars (Tanková brigáda) réalisé par Ivo Toman en 1955 tente de retracer ces événements. En 1965, un musée militaire ouvre à Svidník dont la première exposition a lieu en 1969 à l'occasion du 25e anniversaire de la bataille.

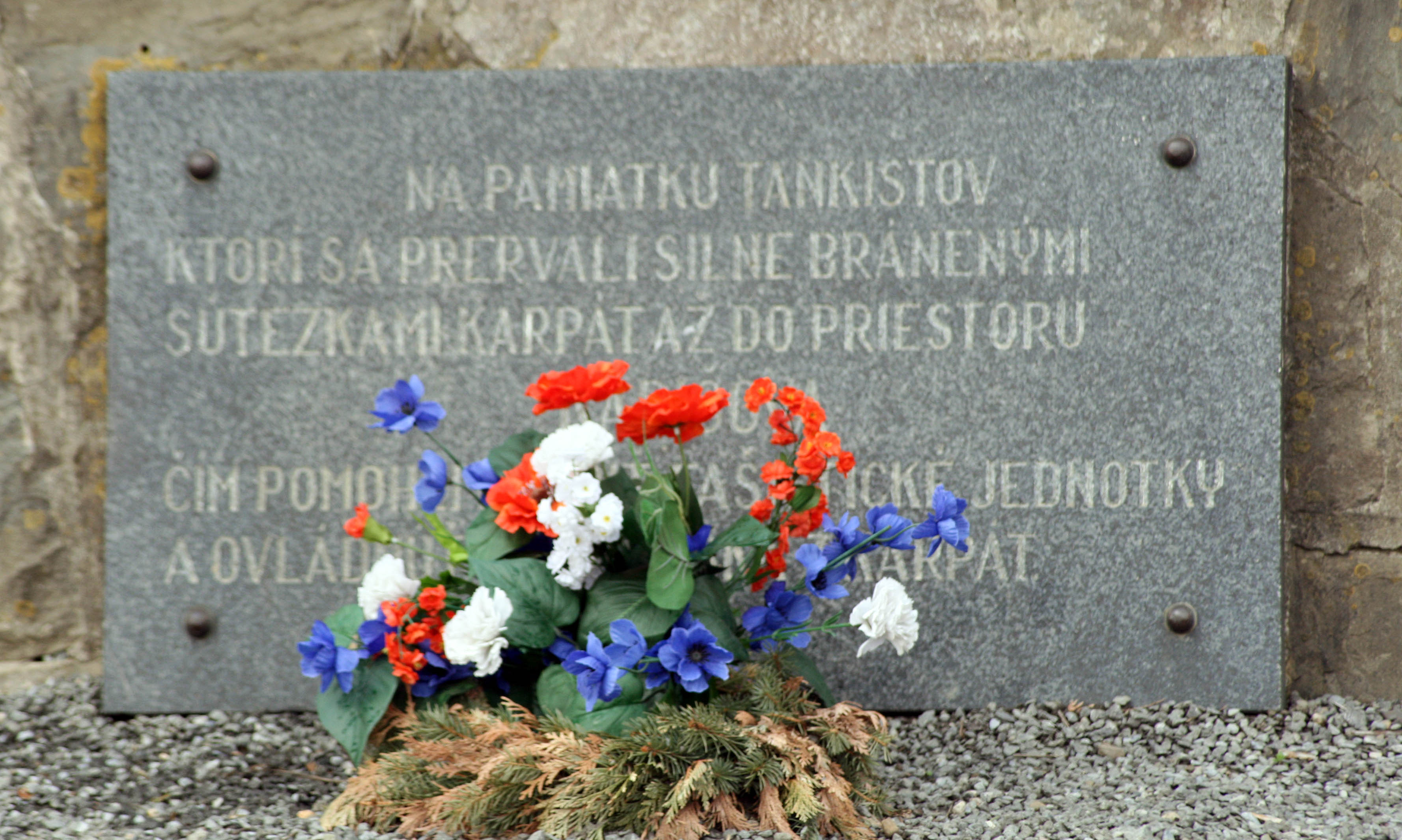
Plaque commémorative de la bataille du col de Dukla.
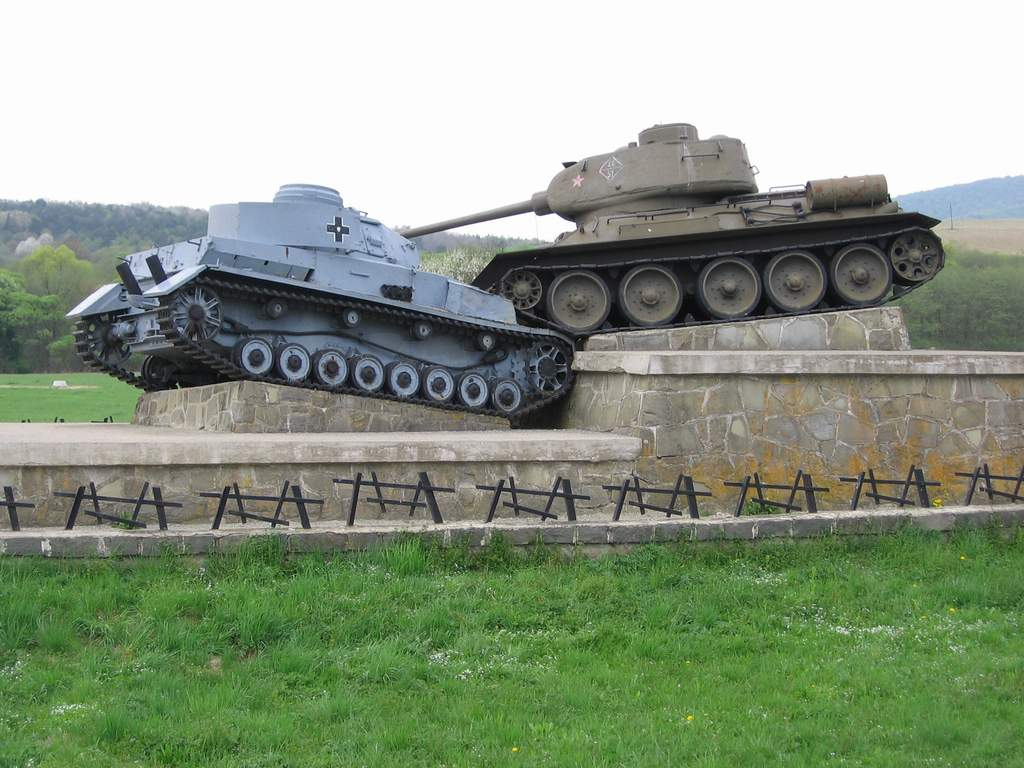
Monument figurant un T-34 contre un panzer IV.
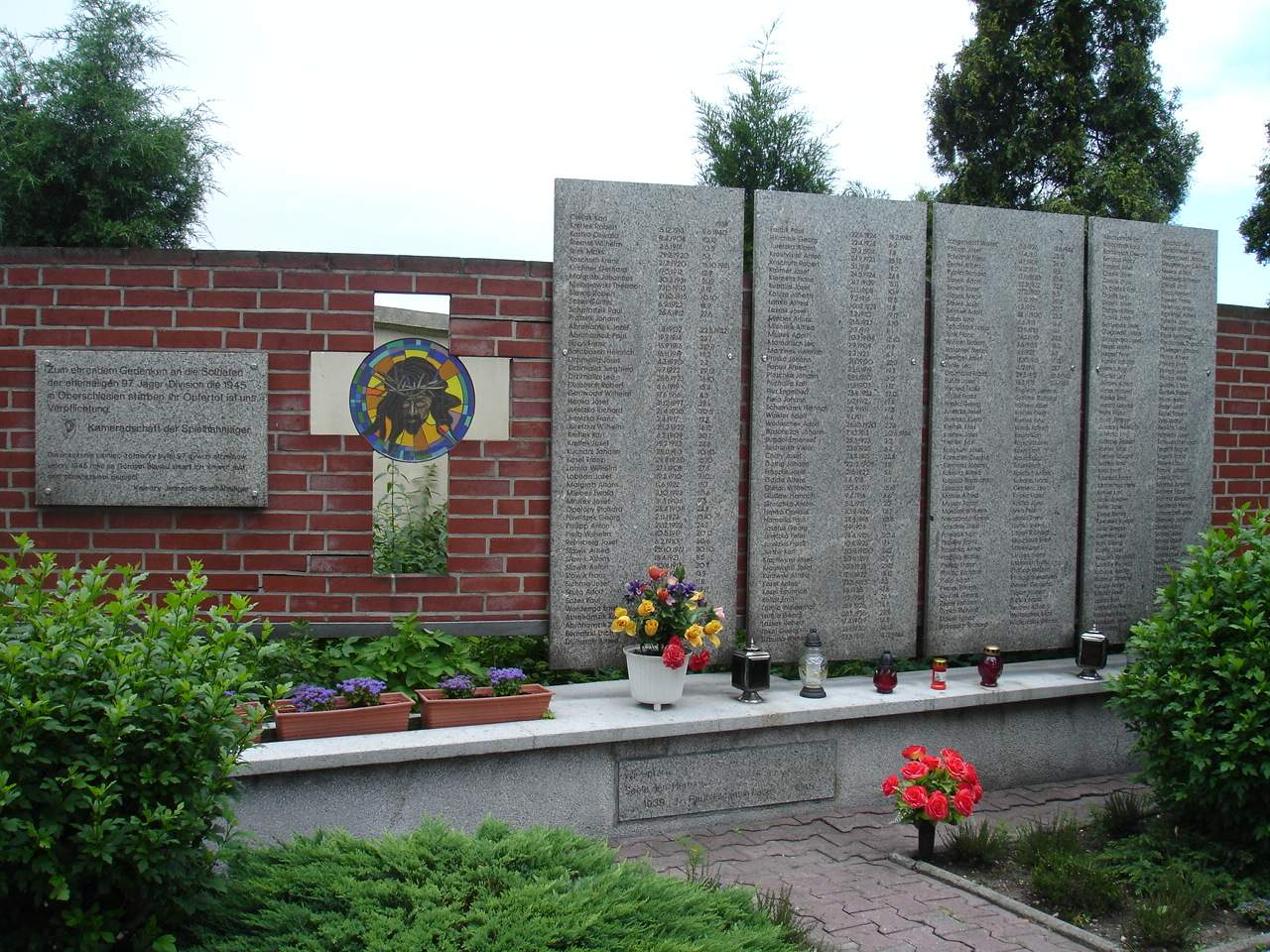
Mémorial aux victimes de guerre de la 97. Jäger-Division à Krzanowice (Pologne).
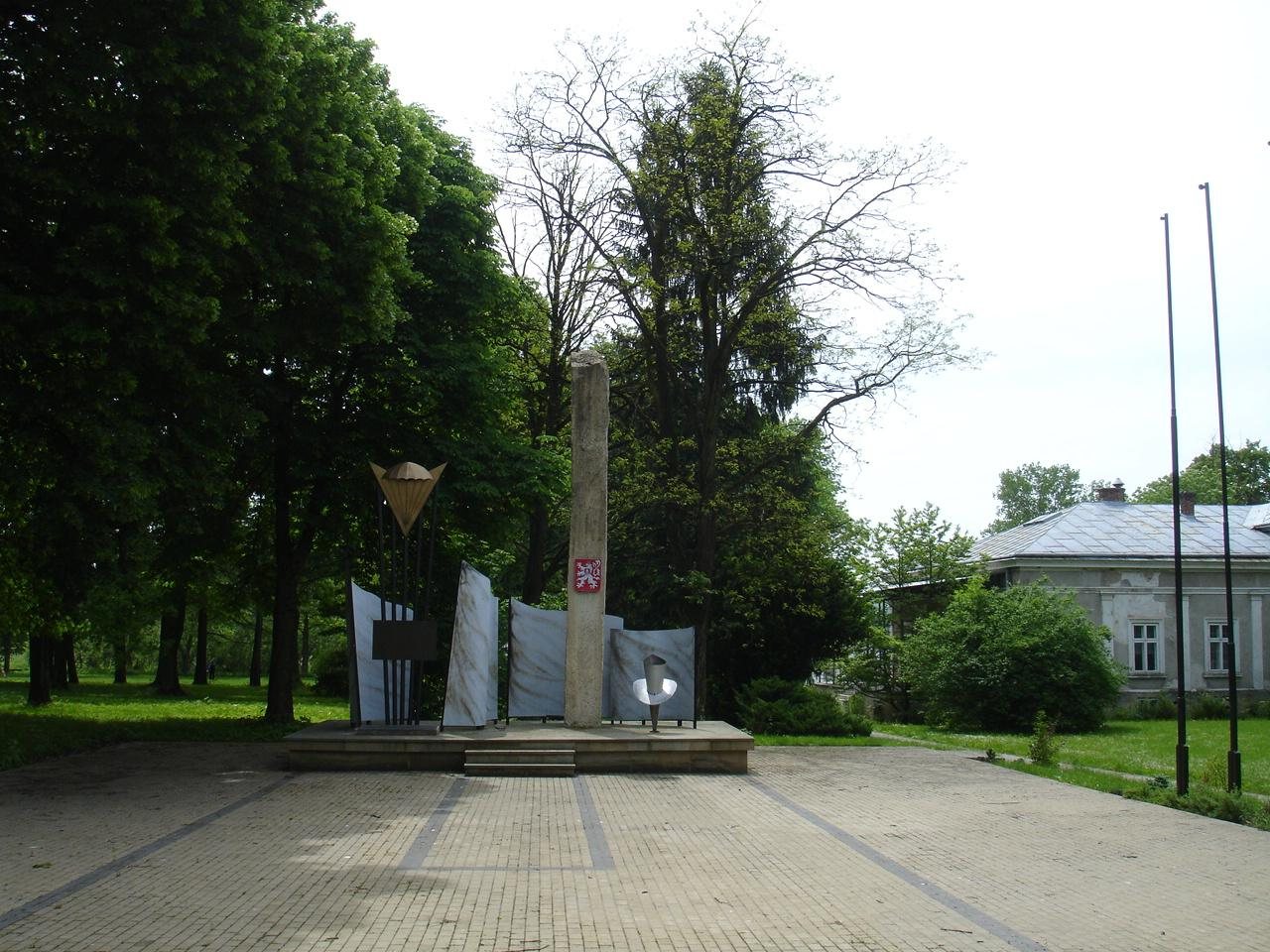
Mémorial aux soldats tchécoslovaques tombés en 1944, Nowosielce (Pologne).

## Unités

### La première armée tchéco-slovaque en Slovaquie

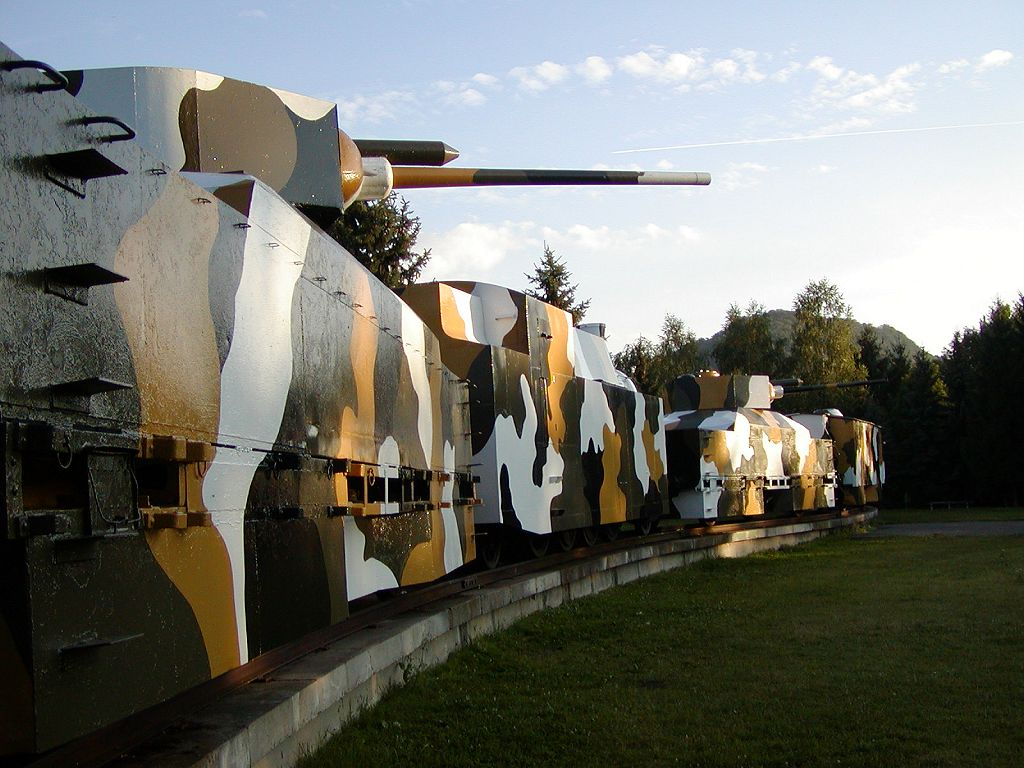
Train blindé conservé jusqu'à aujourd'hui dans la ville de Zvolen.

La principale composante des forces armées du soulèvement étaient formée par les unités insurrectionnelles et étaient désignées comme étant la première armée tchéco-slovaque en Slovaquie, dont la dénomination officielle eut lieu le 31 août 1944. L'armée insurrectionnelle se composait d'unités de l'armée slovaque qui avaient changé de camp pour rejoindre celui des insurgés et le nombre de combattants augmenta progressivement. Au début, environ 18 000 soldats en faisaient partie, et après la mobilisation du 5 septembre 1944, 47 000 puis 60 000 soldats rejoignirent les forces armées. Son activité était partiellement soutenue par quelques unités de la résistance.
Lors des premiers jours du soulèvement, l'armée insurrectionnelle avait à sa disposition 16 bataillons d'infanterie et 8 compagnies indépendantes. Elle était armée d'environ 46 000 fusils, 4 000 fusils-mitrailleurs, 2 700 mitraillettes, 200 canons et mortiers, 24 chars (des Panzerkampfwagen 35(t), Panzerkampfwagen 38(t) ainsi que des Panzerkampfwagen II), 4 chasseurs de chars (des Marder II), 3 trains blindés improvisés, plus 34 avions. L'armée n'avait pas assez d'armes lourdes antiaériennes et antichars, ce qui ne fut compensé ni par la fourniture d'armes par l'URSS (des fusils antichars) et les États-Unis (des bazookas et des pistolets-mitrailleurs). Au pire moment, après avoir perdu la plupart des armes après la retraite, il manquait même du matériel militaire de base comme des fusils, des mitraillettes et des munitions pour toutes sortes d'armes, ce qui causa une réduction des effectifs de l'armée, vu qu'elle n'avait pas de quoi les armer. Ceci mena au fait que pendant les dernières phases des combats, l'armée n'avait pas suffisamment de moyens pour arrêter la poussée des Allemands.

### L'aviation insurrectionnelle

Cocarde de l'aviation insurrectionnelle.

Le commandement de l'aviation insurrectionnelle était formé par le major du quartier général J. Thóth ainsi que par le chef d'État-major L. Hron. Le 31 août 1944, les sources matérielles et personnelles pour l'édification de cette aviation s'amenuisèrent après le départ pour l'URSS d'un groupe de l'armée composé de 42 avions affecté à la défense aérienne de l'est de la Slovaquie. De plus, la plupart des avions de chasse des anciennes escadrilles 11 et 13 du régiment aérien de Piešťany en juillet 1944 furent perdus dans une action non réfléchie contre une unité américaine effectuant des raids aériens. D'autres pertes furent causées par l'occupation par les forces allemandes de l'aéroport de Piešťany, où le personnel slovaque abandonna 10 bombardiers en piqué Junkers Ju 87 qui étaient encore fonctionnels, ainsi que quelques autres vieux engins, des Avia B.534. Les occupations d'autres aéroports, ceux de Spišská Nová Ves, Poprad, Vajnory et Trenčín, engendrèrent elles aussi des pertes non négligeables.
Du début du soulèvement jusqu'aux combats, l'aviation insurrectionnelle mobilisa les aéroports de Tri Duby (aujourd'hui Sliač) d'où opéra la première escadrille combinée. L'unité avait à sa disposition 4 biplans en piqué Avia B.534, quelques Letov Š.328 d'observation et de bombardement léger, deux Messerschmitt Bf 109 en piqué ainsi que d'autres types d'appareils du même acabit. La première escadrille combinée utilisa comme supports des unités clandestines dont les pilotes avaient par le passé participé à quelques duels aériens. Il manquait à l'aviation insurrectionnelle un certain nombre d'avions bombardiers, c'est pourquoi les premières possibilités de soutien aérien direct aux résistants des unités clandestines restèrent limitées. Les moyens de l'aviation insurrectionnelle s'améliorèrent après l'arrivée du premier régiment de chasse indépendant tchéco-slovaque, qui réussit à maintenir sous son contrôle son propre espace aérien.
Les activités des résistants souffrirent d'une météo défavorable et de l'insuffisance du système de renseignement et de traque anti-aérien. Aucun radar n'existait. Certaines unités aériennes d'origine, qui n'avaient pas d'équipement, furent changées en troupes au sol et se classèrent parmi les meilleures formations de l'armée insurrectionnelle.

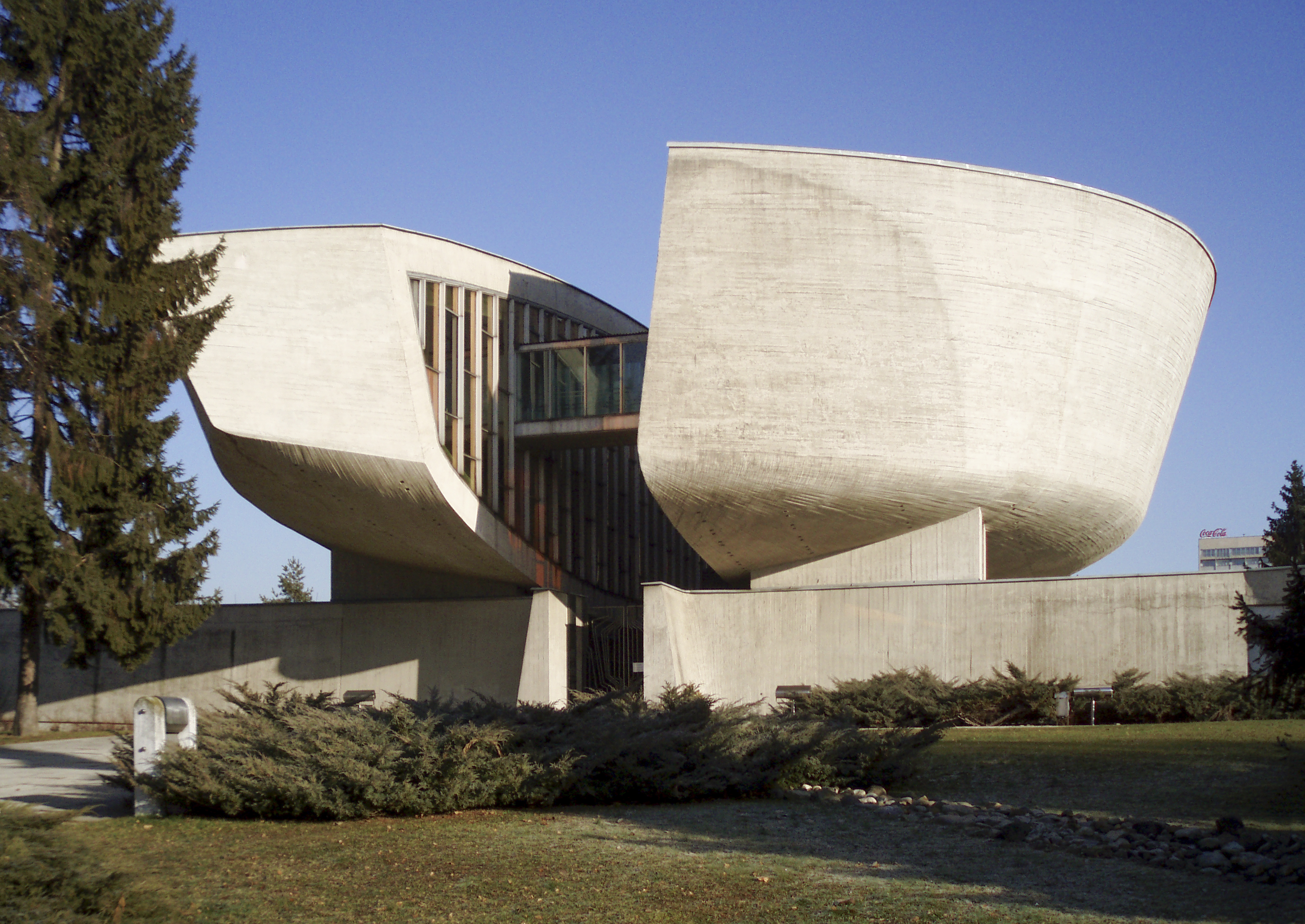
Mémorial SNP à Banská Bystrica.